# فلورنس بارلي
فلورنس بارلي (بالفرنسية: Florence Parly) هي سياسية ورائدة فرنسية في مجال الاقتصاد، تنتمي إلى الحزب الاشتراكي الفرنسي. وُلدت في الثامن من شهر مايو (آيار) عام 1963 في بولون-بيانكور. في الحادي والعشرين من شهر يونيو (حزيران) عام 2017 عينها الرئيس إيمانويل ماكرون لمنصب وزيرة الدفاع في حكومة فيليب الثانية.

## حياتها
فلورنس بارلي هي ابنة جين مارلي بارلي التي كانت مستشارة كلود أليجري في وزارة التعليم. درست بارلي في معهد الدراسات السياسية بباريس والمدرسة الوطنية للإدارة. في عام 2009 نالت وسام جوقة الشرف.
عملت بارلي في عدة وزارات مختلفة منذ عام 1987 كمستشارة و في عام 1997 عملت في حكومة ليونيل جوسبان و من عام 2002 حتى عام 2004 كانت وكيلة وزارة المالية، وفي عام 2004 أصبحت رئيسة منظمة التطوير الإقليمية في باريس (L’Agence Régionale de Développement Paris Île-de-Franc).
في نهاية الأمر اتجهت بارلي إلى مجال الاقتصاد وبعد ذلك عملت في الخطوط الجوية الفرنسية أينما عملت في عام 2007 في التخطيط الاستراتيجي، من عام 2008 حتى عام 2014 كانت نائبة المدير العام للخطوط الجوية الفرنسية.
عُينت في شهر نوفمبر (تشرين الثاني )عام 2014 لمنصب نائبة المدير العام للشركة الوطنية للسكك الحديدية لقسم التخطيط والمالية، في شهر مايو (آيار) عام 2016 ترقت لمنصب المدير التنفيذي للشركة وكانت مسؤولة عن مجموعة المواصلات العامة.

### حياتها الشخصية
إن بارلي متزوجة بمارتين فايل ولديهما طفلين، كان مارتين الرئيس السابق لشركة لا بوست.

## الوزارة
في الحادي والعشرين من شهر يونيو (حزيران) عام 2017 عينها الرئيس إيمانويل ماكرون لمنصب وزيرة الدفاع في حكومة فيليب الثانية، حيث خلفت سيلفي غولار في المنصب التي استقالت من منصبها وعللت ذلك بسبب التحقيقات لبتي تجري مع حزبها حركة الديموقراطية بسبب فضيحة التوظيف.

## روابط خارجية
- فلورنس بارلي على موقع IMDb (الإنجليزية)
- فلورنس بارلي على موقع مونزينجر (الألمانية)